# Erichthodes
Erichthodes är ett släkte av fjärilar. Erichthodes ingår i familjen praktfjärilar.
Kladogram enligt Catalogue of Life:
| Erichthodes | \| \| Erichthodes antonina \| \| \| \| \| \| Erichthodes erichtho \| \| \| \| \| \| Erichthodes julia \| \| \| \| \| \| Erichthodes torva \| \| \| \| |
|             | \| \| Erichthodes antonina \| \| \| \| \| \| Erichthodes erichtho \| \| \| \| \| \| Erichthodes julia \| \| \| \| \| \| Erichthodes torva \| \| \| \| |
|             | Erichthodes antonina |
|             | |
|             | Erichthodes erichtho |
|             | |
|             | Erichthodes julia |
|             | |
|             | Erichthodes torva |
|             | |